# Eunidia rufina
Eunidia rufina es una especie de escarabajo longicornio del género Eunidia, categorizada en la tribu Eunidiini, de la subfamilia Lamiinae. Fue descrita por Breuning en 1953.

## Descripción
Mide 10-13 mm de longitud.

## Distribución
Se distribuye por Etiopía, Kenia, República de Sudáfrica y Zimbabue.